# Abdullah Abdulwahab Noman

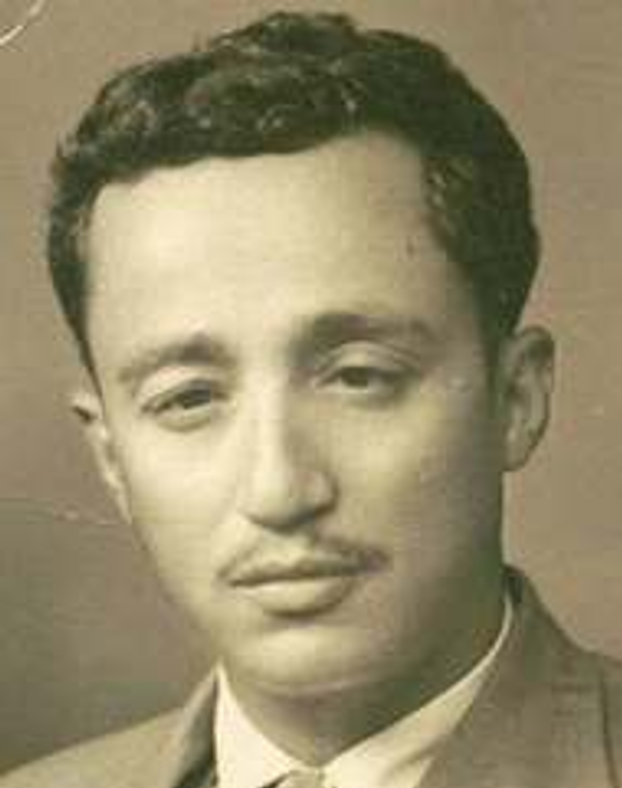
Abdullah Abdulwahab Noman (1969)

Abdullah Abdulwahab Noman (arabisch عبد الله عبد الوهاب نعمان, DMG ʿAbd Allāh ʿAbd al-Wahhāb Nuʿmān; geboren 1917; gestorben 1982) war ein jemenitischer Politiker und Dichter, der den Text der Nationalhymne Jemens verfasste.

## Leben
Noman, der von seinem Vater und dann von einem Gelehrten unterrichtet wurde, unterrichtete von 1941 bis 1944 an einer Schule in Taizz, floh jedoch nach Aden, nachdem er erfuhr, dass Ahmad ibn Yahya seine Verhaftung angeordnet hatte.
In Aden unterrichtete Noman an einer anderen Schule und veröffentlichte auch eine Zeitung namens „Voice of Yemen“. Auch schrieb er mehrfach Artikel in anderen Zeitungen Adens. Einer seiner Erfolge im Leben war die Veröffentlichung der Zeitung „Al-Fadoul“, die jedoch 1953 aufgrund des Drucks von Ahmad ihn Yahya auf die britischen Behörden geschlossen wurde. Nach dem Militärputsch und der damit verbundenen Umwandlung der Staatsform des Nordjemen in eine Republik im September 1962 kehrte Noman nach Taizz zurück, wurde dort auf Befehl der ägyptischen Armee festgenommen und saß von 1966 bis 1967 im al-Radaa-Gefängnis.
Er war Direktor des Wirtschafts- und Zollamtes in Taizz. Unter Abdullah Kurschumi war er Informationsminister. Sein letztes Amt vor seinem Tod im Jahre 1982 war das Amt des Beraters der Regierung für Angelegenheiten der Einheit, das er während der Amtszeiten der Präsidenten Abd ar-Rahman al-Iryani, Ibrahim al-Hamdi, Ahmed Hussein al-Ghaschmi und Ali Abdullah Salih innehatte.